# Orzala Ashraf Nemat
Orzala Ashraf Nemat es una académica y activista de la sociedad civil afgana. En 2012 fundó el Centro de Liderazgo para Mujeres y Jóvenes.

## Trayectoria
Orzala obtuvo su Doctorado en Derecho y Ciencias Políticas en la Escuela de Estudios Orientales y Africanos de la Universidad de Londres. Posteriormente, se convirtió en profesora titular de ese centro educativo.
Durante el primer gobierno talibán de Afganistán (entre 1996 y 2001), promovió programas clandestinos de alfabetización y educación sanitaria para mujeres y niñas, aún poniendo en peligro su vida.
Orzala ha publicado varios artículos en medios como la BBC y The Guardian. Nemat es administradora de Afghanaid y recibió una beca de estudios global.

## Reconocimientos
En 2013 fue reconocida como una de las 100 mujeres de la BBC.